# Trincomalee District
Trincomalee District är ett distrikt i Sri Lanka.   Det ligger i provinsen Östprovinsen, i den norra delen av landet, 230 km nordost om huvudstaden Colombo. Antalet invånare är 365 841. Arean är 2 727 kvadratkilometer.
Terrängen i Trincomalee District är platt.
Trincomalee District delas in i:
- Trincomalee Town and Gravets Division
- Morawewa Division
- Kuchchaveli Division